# Michael Schröder
Michael Schröder (10 novembre 1959) è un ex calciatore tedesco, di ruolo centrocampista.

## Carriera
Con l'Amburgo vinse la Bundeliga nel 1982 e nel 1983 e la Coppa dei Campioni nel 1983.

## Palmarès

### Club

#### Competizioni nazionali
- Campionato tedesco: 2

Amburgo: 1981-1982, 1982-1983

#### Competizioni internazionali
- Coppa dei Campioni: 1

Amburgo: 1982-1983